# ميلوس ماركوفيتش (لاعب كرة الماء)
ميلوس ماركوفيتش هو لاعب كرة الماء صربي، ولد في 27 يناير 1947 في بلغراد في صربيا، وتوفي بنفس المكان في 25 فبراير 2010.

## وصلات خارجية
- ميلوس ماركوفيتش على موقع الاتحاد الدولي للسباحة (الإنجليزية)
- ميلوس ماركوفيتش على موقع أوليمبيديا (الإنجليزية)